# John Barbato
John Barbato, detto Johnny Sausage (Jersey City, 15 maggio 1934 – Staten Island, 11 maggio 2025), è stato un mafioso statunitense appartenente alla famiglia Genovese, in cui ricoprì il ruolo di caporegime. Tra il 2003 e il 2005 operò anche come sottocapo ad interim dell’organizzazione.

## Carriera criminale
Cugino alla lontana del boss Frank Costello e parente diretto del caporegime Willie Moretti, John Barbato risultava affiliato alla famiglia criminale Genovese fin dagli anni ’40. In quel periodo, il suo casellario giudiziale includeva quattro condanne per scommesse clandestine risalenti agli anni ’50 e ’60, oltre a una condanna per rapina nel 1963.
Alla fine degli anni ’70, Barbato divenne autista e guardia del corpo personale di Venero “Benny Eggs” Mangano, potente sottocapo della famiglia Genovese e leader della fazione di Brooklyn. Considerato un uomo d’onore già dagli anni ’70, l’11 agosto 1987 fu ufficialmente bandito dallo Stato del New Jersey.
Barbato era inoltre un parente alla lontana di Nancy Barbato Sinatra, prima moglie del celebre cantante e attore Frank Sinatra.

## Arresto e condanna
Nel 2005, John Barbato fu incriminato con accuse di associazione a delinquere di stampo mafioso e cospirazione mafiosa, che includevano anche complotto per omicidio, estorsione, usura e corruzione di testimoni. Le autorità federali lo accusarono di gestire attività criminali nell’area di Brooklyn, in collaborazione con l’allora boss ad interim della famiglia Genovese Dominick "Quiet Dom" Cirillo e i capi Lawrence "Little Larry" Dentico e Anthony "Tico" Antico.
L’accusa sosteneva che Barbato, sin dalla fine degli anni ’90, fosse parte di un comitato interno di capi con il compito di orchestrare la corruzione e il controllo delle unioni sindacali nei settori edilizio e dei trasporti tra New York e il New Jersey, attraverso tangenti e intimidazioni mirate a ottenere influenza sulle imprese operanti in quelle aree. Barbato, Cirillo e Antico furono inoltre accusati di complotto per omicidio, in quanto avrebbero pianificato di eliminare un testimone chiave che aveva collaborato con le autorità nel costruire il caso contro di loro.
Dopo l’arresto di Barbato e altri tre imputati, il New York Times riportò le parole del procuratore federale Roslynn R. Mauskopf:
Con questi arresti, le forze dell’ordine hanno smantellato di fatto l’attuale leadership della famiglia Genovese.
Secondo i pubblici ministeri, i quattro uomini avevano assunto la direzione degli affari della famiglia dopo l’incarcerazione del boss Vincent “Chin” Gigante nel 1997, proseguendo con attività di estorsione, usura e frodi per arricchire gli affiliati.
Il New York Daily News definì Barbato e gli altri come presunti membri della "Westside Crew", un gruppo dirigente che gestiva la famiglia in assenza di Gigante. Il direttore ad interim dell’FBI, John Klochan, dichiarò:
La nostra speranza è che questa incriminazione rappresenti per loro le carte del pensionamento.
Il 18 ottobre 2005, Barbato si dichiarò colpevole, ammettendo la propria affiliazione a un’organizzazione criminale e due episodi di cospirazione per estorsione. Nonostante l’ammissione, non fece mai il nome della famiglia Genovese né riconobbe ufficialmente il suo rango di caporegime. Osservatori del mondo mafioso sottolinearono come questo tipo di confessione - pur parziale - fosse rara, in quanto in contrasto con il codice di silenzio tradizionalmente osservato dai membri della Mafia. Barbato fu condannato a una pena compresa tra due e sei anni di carcere.
È stato rilasciato dal carcere il 3 luglio 2008, all’età di 74 anni.

## Morte
Barbato è morto l'11 maggio 2025 all'età di 90 anni.